# Stanięcice
Stanięcice – wieś w Polsce położona w województwie dolnośląskim, w powiecie trzebnickim, w gminie Zawonia.
W latach 1975–1998 miejscowość położona była w województwie wrocławskim.